# Svensk Elithandboll
Svensk Elithandboll (SEH) är ett aktiebolag bildat 2010, som ägs till lika delar av intresseorganisationerna Svensk Elithandboll Dam (tidigare Svensk Damhandboll, SDH, bildad 1990) och Svensk Elithandboll Herr (tidigare HerrElit Handboll, HEH, bildad 1996). Den förra arrangerar den högsta divisionen i svensk handboll på damsidan, Handbollsligan dam, och den senare arrangerar den högsta på herrsidan, Handbollsligan herr. Vd för SEH sedan 2010 är den tidigare handbollsmålvakten Peter Gentzel.
SEH har som ändamål att verka för bra kontakter mellan klubbarna och Svenska Handbollförbundet samt hjälpa klubbarna att utveckla arenor för att öka intresset för sporten. SEH har även hand om statistiken och administrerar MEP. Man ansvarar även för live-rapportering av statistik från handbollsmatcher i Sverige, både genom ett statistikprogram man kan ladda hem från deras webbplats men även genom text som uppdateras i realtid.